# NXT (marca da WWE)
NXT é uma marca da promoção de luta profissional americana WWE que foi introduzida em 23 de fevereiro de 2010. Marcas são divisões da lista da WWE onde os lutadores são designados para atuar semanalmente quando uma extensão de marca está em vigor. Os lutadores atribuídos ao NXT aparecem principalmente no programa de televisão semanal da marca, NXT. A marca serve como um território de desenvolvimento para as duas principais marcas da WWE, Raw e SmackDown, que são referidas como a lista principal. Devido ao seu status como território de desenvolvimento da empresa, o NXT opera independentemente de haver uma extensão de marca em vigor ou não.
Em sua encarnação original, o NXT era um reality show de televisão em que os novatos competiam para se tornar uma estrela na WWE. Em 2012, o NXT foi relançado como uma marca separada e substituiu a agora extinta Florida Championship Wrestling (FCW) como território de desenvolvimento da WWE. Realizando principalmente seus eventos na área de Orlando, Flórida desde seu relançamento, a marca seria expandida ao longo do tempo, tendo embarcado em turnês nacionais e internacionais. Críticos de luta livre e fãs passaram a ver o NXT como sua própria entidade distinta durante esse período, com os shows da marca sendo elogiados por suas lutas de alta qualidade e histórias.
A WWE promoveria o NXT como sua terceira marca principal em setembro de 2019, quando sua série semanal de mesmo nome foi expandida para um formato de duas horas e transferida para a USA Network. A marca enfrentou a competição direta de classificações da Nielsen do principal show da All Elite Wrestling, Dynamite, durante este período como parte das "Wednesday Night Wars". Em abril de 2021, a série de televisão do NXT mudou para as noites de terça-feira, e a marca seria relançada sob a bandeira "NXT 2.0" no final de setembro, reinstituindo sua função original como território de desenvolvimento. Um ano depois, a marca voltaria ao seu nome original "NXT".
Além do principal programa de televisão do NXT, os lutadores da marca também aparecem no programa complementar, Level Up. De 2014 a 2021, a marca realizou seus principais eventos sob a série NXT TakeOver, mas esta série de eventos foi descontinuada com o reformulação para NXT 2.0. A WWE também operou uma marca subsidiária sob o NXT chamada NXT UK, que foi baseada e produzida para lutadores no Reino Unido; a marca está atualmente em hiato e será relançada em 2023 como NXT Europe para incluir todos os países pan-europeus. Outra marca subsidiária, 205 Live, existiu sob o NXT de 2019 até 2022, quando a 205 Live foi dissolvida.

## História

### Começo
O NXT foi formado em 2010, após a dissolução da marca ECW. Inicialmente, a marca NXT foi disputada entre a WWE e a Scottish Wrestling Alliance (SWA), cuja divisão de desenvolvimento também se chamava NXT. A WWE trabalhou com a SWA para garantir a marca NXT para sua nova série como ramo de desenvolvimento da SWA sendo renomeado como "SWA: Source". Em fevereiro de 2010, a WWE estreou o programa de televisão NXT, o programa contou com "rookies" do território de desenvolvimento da WWE em Tampa, Flórida, Florida Championship Wrestling (FCW) competindo para se tornarem membros do roster principal da WWE.

### Como um território de desenvolvimento
Em junho de 2012, a WWE deixou de operar a FCW e, em vez disso, começou a realizar todos os seus eventos de desenvolvimento e operações na Full Sail University sob o nome NXT. O programa de televisão também seria reformulado no mesmo mês para se concentrar exclusivamente no desenvolvimento de talentos.

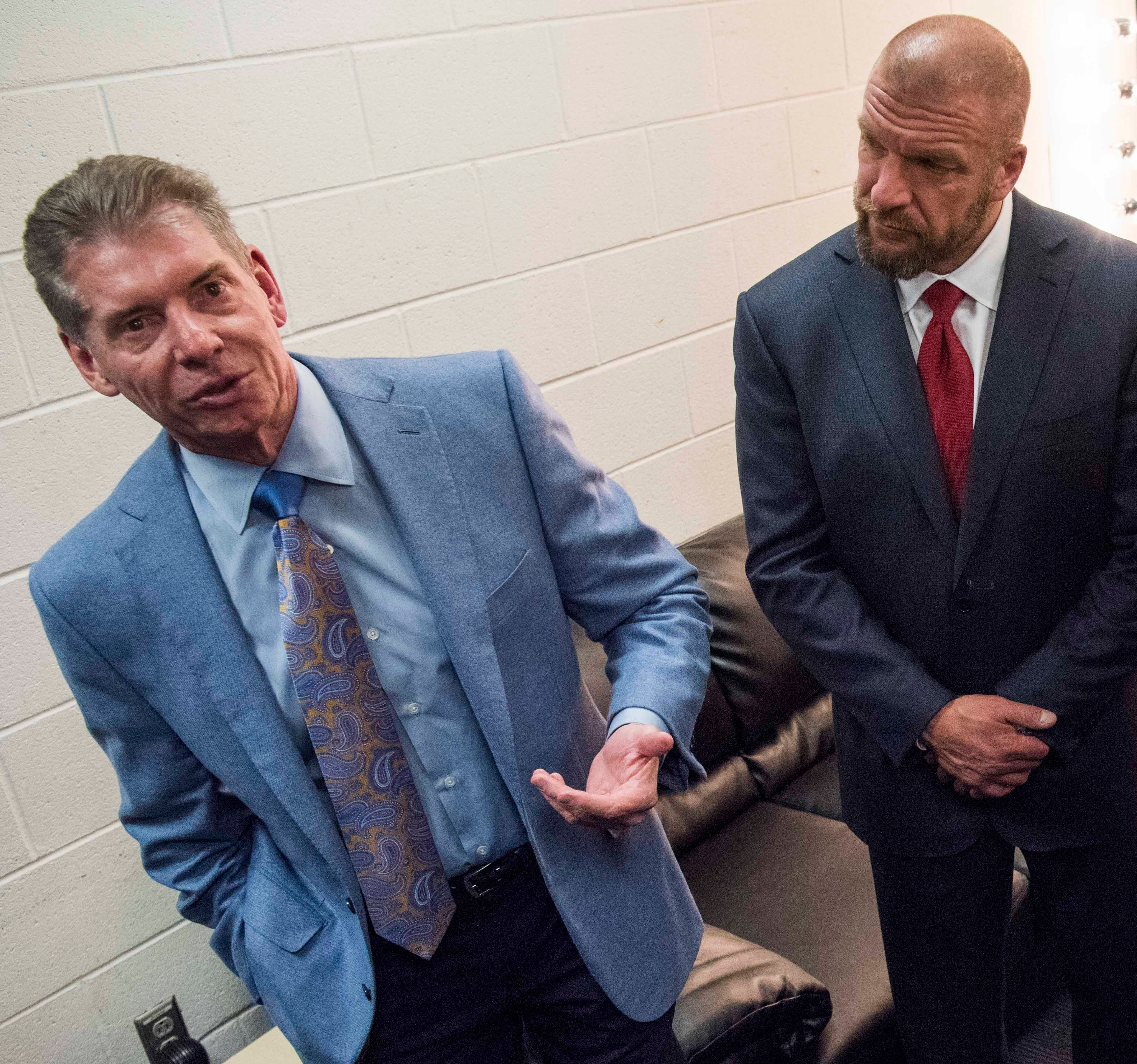
O ex-presidente da WWE Vince McMahon (à esquerda) com o genro e fundador/diretor executivo do NXT Paul "Triple H" Levesque

Em 27 de fevereiro de 2014, o NXT realizou um evento ao vivo de duas horas, NXT Arrival, servindo como o primeiro evento de wrestling ao vivo para o recém-lançado serviço WWE Network. Após o segundo evento ao vivo em maio de 2014, NXT TakeOver, o nome "TakeOver" seria usado para futuros eventos do NXT ao vivo na WWE Network. Em março de 2015, o NXT promoveu seu primeiro evento ao vivo fora da Flórida com um evento em Columbus, Ohio. Em 22 de agosto de 2015, o NXT realizou seu primeiro evento TakeOver fora da Full Sail University, com o NXT TakeOver: Brooklyn no Barclays Center, em Nova York - atuando como um evento de suporte para o SummerSlam. Em dezembro do mesmo ano, o NXT realizou seu primeiro evento TakeOver fora dos Estados Unidos com o NXT TakeOver: London. Em 2016, o NXT estava realizando aproximadamente 200 shows por ano entre os Estados Unidos e o exterior.

#### Controvérsia com Bill DeMott
No final de fevereiro e março de 2015, vários ex-estagiários do NXT que trabalhavam anteriormente no sistema de desenvolvimento da WWE alegaram má conduta do treinador Bill DeMott, com Judas Devlin e Brandon Traven publicando reclamações que alegaram ter enviado à gerência da WWE sobre DeMott em março de 2013, quando eles ainda estavam empregados com a WWE. Enquanto isso, outros ex trainees como Briley Pierce, Derrick Bateman e o lutador independente Terra Calaway também fizeram alegações em 2015, enquanto alegações anteriores feitas em 2013 por Chad Baxter e Chase Donovan também foram notadas. Eles acusaram DeMott de fazer os trainees realizarem exercícios perigosos, agredir fisicamente e intimidar os trainees, usando insultos homofóbicos e raciais entre outros termos depreciativos e tolerando o assédio sexual. A WWE divulgou declarações sobre algumas das alegações que vieram à tona em 2013 e 2015, dizendo que as investigações foram feitas e nenhuma irregularidade foi encontrada. Em 6 de março de 2015, DeMott negou as alegações, mas renunciou à WWE.

### Wednesday Night Wars
Em 20 de agosto de 2019, foi anunciado que a série de televisão do NXT se mudaria para a USA Network - a atual emissora do carro-chefe da WWE, Monday Night Raw - e se expandiria para uma transmissão ao vivo de duas horas nas noites de quarta-feira a partir de 18 de setembro de 2019. O momento da estreia coincidiu com a mudança do SmackDown para a FOX em outubro. Como resultado da mudança, o show competiria com o programa semanal da All Elite Wrestling (AEW), Dynamite, na TNT; marcando o início das "Wednesday Night Wars"
Em 18 de outubro de 2019, Drake Maverick – que foi convocado para o SmackDown, mas permaneceu como Gerente Geral da marca 205 Live – anunciou que, após o Draft da WWE de 2019, ele havia feito um acordo de troca de talentos com o Gerente Geral do NXT William Regal, pelo qual os lutadores do NXT (que estão dentro do limite de peso de 205 libras) também podem lutar no 205 Live. Em entrevista à VultureHound Magazine em 12 de setembro, o produtor executivo Paul "Triple H" Levesque confirmou que as marcas 205 Live e NXT UK seriam essencialmente subsidiárias do NXT, com seus respectivos talentos e pessoal sob a bandeira do NXT.
Em 31 de outubro de 2019, foi anunciado que o NXT participaria do Survivor Series daquele ano, competindo diretamente contra Raw e SmackDown. Em 2020, depois de vencer a luta feminina do Royal Rumble daquele ano, Charlotte Flair escolheu desafiar Rhea Ripley pelo Campeonato Feminino do NXT na WrestleMania 36, estabelecendo que os campeonatos do NXT também eram opções para os vencedores do Rumble escolherem, pois garantem uma luta pelo campeonato mundial de seus escolha na WrestleMania; no entanto, eles deixaram de ser uma opção em 2022.
Apesar da WWE promover o NXT como uma de suas três principais marcas durante esse período, alguns jornalistas independentes ainda se referiam ao NXT como em desenvolvimento, com Raw e SmackDown sendo vistos como o "roster principal" da WWE. O lutador da WWE Matt Riddle chamou o NXT de "pequeno oceano", enquanto "quando você chega ao elenco principal, você está no oceano". Refletindo sobre o Wednesday Night Wars em uma entrevista de 2022, Levesque disse: "As pessoas colocam tanta pressão nessa 'guerra competitiva' ... nunca foi isso ... eles venceram nosso sistema de desenvolvimento, bom para eles". Isso efetivamente retraiu a visão de que o NXT era uma de suas três principais marcas durante esse período.

### NXT 2.0
O Wednesday Night Wars chegou ao fim em abril de 2021, quando o NXT foi transferido para as noites de terça-feira. Depois que 12 lutadores do NXT foram liberados de seus contratos em agosto, Dave Scherer e Mike Johnson do Pro Wrestling Insider relataram que havia conversas internas sobre grandes mudanças na marca, como: "um novo logotipo, nova iluminação, foco em talentos mais jovens e um formato diferente dos programas de TV." Dave Meltzer relatou que o NXT provavelmente voltaria às suas raízes de desenvolvimento, com "talentos que são [sic] mais jovens, maiores e que poderiam um dia ser o main event da WrestleMania". O presidente da WWE Nick Khan posteriormente confirmou que o NXT passaria por uma "renovação completa" supervisionada por Levesque. No entanto, Levesque foi afastado durante o reformulação devido a uma cirurgia cardíaca em setembro, e Shawn Michaels interveio para supervisionar o aspecto criativo da marca.
Apelidado de "NXT 2.0", a reformulação começou no episódio de 14 de setembro do NXT. WWE NXT e 205 Live iriam emanar de um local totalmente redesenhado no WWE Performance Center para coincidir com a reformulação, deixando de lado o nome "Capitol Wrestling Center". A série NXT TakeOver também seria descontinuada, com o evento WarGames daquele ano sendo o primeiro PPV da marca a não ser realizado sob o nome "TakeOver". Desde sua reformulação, muitos dos lutadores do NXT foram liberados em massa em novembro de 2021 devido a cortes no orçamento e à pandemia de COVID-19 em andamento que envolveu funcionários administrativos, plantas e lutadores. Isso fraturou ainda mais em janeiro de 2022, vários funcionários dos bastidores foram liberados, a maioria deles conhecidos por seu trabalho com Levesque, incluindo o gerente geral do NXT William Regal e o escritor Ryan Katz. Em 15 de fevereiro, o PWInsider informou que a WWE estava interrompendo a produção dos episódios do 205 Live, substituindo a série por um novo programa suplementar para o NXT chamado Level Up, que estreou no Peacock e na WWE Network em 18 de fevereiro.
Resumidamente, em 2022, talentos do NXT apareceram no Monday Night Raw semelhante à troca de talentos da ECW em 2007. Meltzer relatou que os crossovers Raw-NXT foram uma maneira de ajudar a aumentar as classificações do NXT 2.0, pois ambos os programas são transmitidos na USA Network.

### Retorno à NXT
Na conclusão da edição de 13 de setembro de 2022 do show, a marca voltou ao nome NXT, revelando uma versão revisada do logotipo com letras brancas na fonte 2.0 contornada em preto e dourado (um aceno para a história passada da marca) e removendo a parte 2.0.
No final de 2022, depois que Triple H se tornou diretor de conteúdo da WWE, os lutadores do NXT começaram a fazer cada vez mais aparições no programa mid-card do Main Event. Esses crossovers surgiram como parte dos esforços para aumentar o perfil do talento do NXT e avaliar seu desempenho com os membros do plantel principal da WWE.
Em 2024, a WWE iniciou uma troca mais ampla de talentos com a Total Nonstop Action Wrestling (TNA). Vários lutadores da TNA começaram a fazer aparições na série semanal de televisão e eventos ao vivo do NXT, e o contrário também aconteceu. Uma parceria de vários anos entre a Total Nonstop Action Wrestling (TNA) e a WWE foi oficialmente anunciada em 16 de janeiro de 2025.

## Campeonatos e conquistas
As cores e símbolos indicam a marca dos campeões (caso não façam parte do plantel do NXT).
| † | Raw | ‡ | SmackDown |

### Campeonatos atuais
| NXT                                        | NXT             | NXT                                     | NXT      | NXT                  | NXT          | NXT                     | NXT | NXT           | NXT |
| Campeonato                                 | Atuais campeões | Atuais campeões                         | Reinado  | Data vencida         | Dias retidos | Localização             | Notas | Ref.          |     |
| ------------------------------------------ | --------------- | --------------------------------------- | -------- | -------------------- | ------------ | ----------------------- | --- | ------------- | --- |
| Campeonato do NXT                          |                 | Oba Femi                                | 1        | 7 de janeiro de 2025 | 179+         | Los Angeles, Califórnia | Derrotou Trick Williams em uma luta triple threat também envolvendo Eddy Thorpe no NXT: New Year's Evil. | [ 45 ]        |     |
| Campeonato Feminino do NXT                 |                 | Jacy Jayne                              | 1        | 27 de maio de 2025   | 39+          | Orlando, Flórida        | Derrotou Stephanie Vaquer no NXT. | [ 46 ]        |     |
| Campeonato Norte Americano do NXT          |                 | Ethan Page                              | 1        | 27 de maio de 2025   | 39+          | Orlando, Flórida        | Derrotou Ricky Saints no NXT. | [ 47 ]        |     |
| Campeonato Norte-Americano Feminino do NXT |                 | Sol Ruca                                | 1        | 19 de abril de 2025  | 77+          | Paradise, Nevada        | Derrotou Izzi Dame, Kelani Jordan, Lola Vice, Thea Hail e Zaria em uma luta de escadas de seis lutadoras para conquistar o campeonato vago no Stand & Deliver em 19 de abril de 2025. A campeã anterior, Stephanie Vaquer, abriu mão do título por também ser detentora do Campeonato Feminino do NXT. | [ 48 ]        |     |
| Copa Heritage do NXT                       |                 | Channing "Stacks" Lorenzo               | 1        | 24 de junho de 2025  | 11+          | Orlando, Flórida        | Derrotou Tony D'Angelo por 2–1 para conquistar o título vago no NXT. O campeão anterior, Noam Dar, teve que abdicar do título devido a uma lesão. | [ 49 ]        |     |
| Campeonato de Duplas do NXT                |                 | Hank e Tank (Hank Walker e Tank Ledger) | 1        | 19 de abril de 2025  | 77+          | Paradise, Nevada        | Derrotaram Nathan Frazer e Axiom no Stand & Deliver. | [ 48 ]        |     |
| Campeonato de Duplas Femininas da WWE      |                 | Raquel Rodriguez e Roxanne Perez †      | 1 (6, 1) | 30 de junho de 2025  | 5+           | Pittsburgh, Pensilvânia | Originalmente, Rodriguez e Liv Morgan derrotaram Becky Lynch e Lyra Valkyria no Raw de 21 de abril de 2025. No entanto, devido a uma lesão legítima sofrida por Morgan, Perez a substituiu no Raw de 30 de junho de 2025; a WWE considera este um reinado separado para Rodriguez.                     | [ 50 ] [ 51 ] |     |

- O Campeonato de Duplas Femininas da WWE é defendido no Raw, SmackDown e NXT.

### Campeonatos anteriores
| Campeonato                            | Tempo na marca                              |
| ------------------------------------- | ------------------------------------------- |
| Campeonato Cruiserweight do NXT       | 9 de outubro de 2019 — 4 de janeiro de 2022 |
| Campeonato Million Dollar             | 13 de junho de 2021 — 23 de agosto de 2021  |
| Campeonato 24/7 da WWE                | 20 de maio de 2019 — 9 de novembro de 2022  |
| Campeonato de Duplas Femininas do NXT | 10 de março de 2021 — 23 de junho de 2023   |

### Outros campeonatos
| Campeonato                            | Último(s) vencedor(es)       | Data vencida           | Localização            | Notas                                                                                       |
| ------------------------------------- | ---------------------------- | ---------------------- | ---------------------- | ------------------------------------------------------------------------------------------- |
| Dusty Rhodes Tag Team Classic         | Baron Corbin e Bron Breakker | 4 de fevereiro de 2024 | Clarksville, Tennessee | Derrotaram Carmelo Hayes e Trick Williams na final do torneio no Vengeance Day para vencer. |
| Women's Dusty Rhodes Tag Team Classic | Kay Lee Ray e Io Shirai      | 22 de março de 2022    | Orlando, Florida       | Derrotaram Dakota Kai e Wendy Choo na final do torneio no NXT 2.0 para vencer.              |

## Programa de televisão
A WWE Network foi a principal emissora do programa de televisão homônimo do NXT nos Estados Unidos de 2014 a 2019. Os episódios regulares duravam uma hora e eram exibidos com atraso de fita, enquanto os eventos ao vivo do NXT TakeOver eram produzidos periodicamente. A partir de 17 de maio de 2012, a WWE começou a filmar o NXT na Full Sail University em Winter Park, Flórida, com o local sendo anunciado no ar como "Full Sail Live".
Em seu formato original de 2010 a 2012, o programa era uma série de competição transmitida sazonalmente que foi filmada em grandes locais durante as gravações do SmackDown. A série viu "NXT Rookies" emparelhados com "WWE Pros", com os pares competindo em desafios até que um único vencedor permanecesse. Tal como acontece com a programação principal da WWE, a série seguiu histórias roteirizadas, onde os lutadores retratavam heróis, vilões ou personagens menos distinguíveis que construíam tensão e culminavam em uma série de lutas ou desafios. Os resultados foram predeterminados pelos escritores da WWE, enquanto as histórias foram produzidas na série semanal. Ao longo de suas cinco temporadas, os vencedores de cada temporada foram Wade Barrett (1ª temporada), Kaval (2ª temporada), Kaitlyn (3ª temporada) e Johnny Curtis (4ª temporada). Após o NXT Redemption, o formato sazonal do programa foi descartado.

## Eventos pay-per-view e WWE Network
| Eve                     | Data                    | Local                                              | Localização                  | Evento principal | Ref.                 |
| ----------------------- | ----------------------- | -------------------------------------------------- | ---------------------------- | --- | -------------------- |
| Arrival                 | 27 de fevereiro de 2014 | Full Sail University                               | Winter Park, Florida         | Bo Dallas (c) vs. Adrian Neville pelo Campeonato do NXT | [ 54 ]               |
| TakeOver                | 29 de maio de 2014      | Full Sail University                               | Winter Park, Flórida         | Adrian Neville (c) vs. Tyson Kidd pelo Campeonato do NXT | [ 55 ]               |
| Fatal 4-Way             | 11 de setembro de 2014  | Full Sail University                               | Winter Park, Flórida         | Adrian Neville (c) vs. Sami Zayn vs. Tyler Breeze vs. Tyson Kidd pelo Campeonato do NXT | [ 56 ]               |
| R Evolution             | 11 de dezembro de 2014  | Full Sail University                               | Winter Park, Flórida         | Adrian Neville (c) vs. Sami Zayn em uma luta Title vs. Career pelo Campeonato do NXT | [ 57 ]               |
| Rival                   | 11 de fevereiro de 2015 | Full Sail University                               | Winter Park, Flórida         | Sami Zayn (c) vs. Kevin Owens pelo Campeonato do NXT |                      |
| Unstoppable             | 20 de maio de 2015      | Full Sail University                               | Winter Park, Flórida         | Kevin Owens (c) vs. Sami Zayn pelo Campeonato do NXT | [ 58 ]               |
| Brooklyn                | 22 de agosto de 2015    | Barclays Center                                    | Brooklyn, Nova York          | Finn Bálor (c) vs. Kevin Owens em uma luta de escadas pelo Campeonato do NXT | [ 59 ]               |
| Respect                 | 7 de outubro de 2015    | Full Sail University                               | Winter Park, Florida         | Bayley (c) vs. Sasha Banks em uma luta Iron Woman de 30 minutos pelo Campeonato Feminino do NXT |                      |
| London                  | 16 de dezembro de 2015  | SSE Arena                                          | Londres, Inglaterra          | Finn Bálor (c) vs. Samoa Joe pelo Campeonato do NXT | [ 60 ]               |
| Dallas                  | 1º de abril de 2016     | Kay Bailey Hutchison Convention Center             | Dallas, Texas                | Finn Bálor (c) vs. Samoa Joe pelo Campeonato do NXT | [ 61 ]               |
| The End                 | 8 de junho de 2016      | Full Sail University                               | Winter Park, Florida         | Samoa Joe (c) vs. Finn Bálor em uma luta Steel Cage pelo Campeonato do NXT | [ 62 ]               |
| Brooklyn II             | 20 de agosto de 2016    | Barclays Center                                    | Brooklyn, Nova York          | Samoa Joe (c) vs. Shinsuke Nakamura pelo Campeonato do NXT | [ 63 ]               |
| Toronto                 | 19 de novembro de 2016  | Air Canada Centre                                  | Toronto, Ontario, Canadá     | Shinsuke Nakamura (c) vs. Samoa Joe pelo Campeonato do NXT | [ 64 ]               |
| San Antonio             | 28 de janeiro de 2017   | Freeman Coliseum                                   | San Antonio, Texas           | Shinsuke Nakamura (c) vs. Bobby Roode pelo Campeonato do NXT | [ 65 ]               |
| Orlando                 | 1º de abril de 2017     | Amway Center                                       | Orlando, Florida             | Bobby Roode (c) vs. Shinsuke Nakamura pelo Campeonato do NXT | [ 66 ]               |
| Chicago                 | 20 de maio de 2017      | Allstate Arena                                     | Rosemont, Illinois           | The Authors of Pain (Akam e Rezar) (c) vs. DIY (Johnny Gargano e Tommaso Ciampa) em uma luta de escadas pelo Campeonato de Duplas do NXT                                                                | [ 67 ]               |
| Brooklyn III            | 19 de agosto de 2017    | Barclays Center                                    | Brooklyn, Nova York          | Bobby Roode (c) vs. Drew McIntyre pelo Campeonato do NXT | [ 68 ]               |
| WarGames                | 18 de novembro de 2017  | Toyota Center                                      | Houston, Texas               | SAnitY (Alexander Wolfe, Eric Young e Killian Dain) vs. The Authors of Pain (Akam e Rezar) e Roderick Strong vs. The Undisputed Era (Adam Cole, Bobby Fish e Kyle O'Reilly) em uma luta WarGames        | [ 69 ]               |
| Philadelphia            | 27 de janeiro de 2018   | Wells Fargo Center                                 | Filadélfia, Pensilvânia      | Andrade "Cien" Almas (c) vs. Johnny Gargano pelo Campeonato do NXT | [ 70 ] [ 71 ]        |
| New Orleans             | 7 de abril de 2018      | Smoothie King Center                               | New Orleans, Louisiana       | Johnny Gargano vs. Tommaso Ciampa em uma luta unsanctioned | [ 72 ] [ 73 ]        |
| Chicago II              | 16 de junho de 2018     | Allstate Arena                                     | Rosemont, Illinois           | Johnny Gargano vs. Tommaso Ciampa em uma Chicago Street Fight | [ 74 ] [ 75 ]        |
| Brooklyn 4              | 18 de agosto de 2018    | Barclays Center                                    | Brooklyn, Nova York          | Tommaso Ciampa (c) vs. Johnny Gargano em uma luta Last Man Standing pelo Campeonato do NXT | [ 76 ] [ 77 ]        |
| WarGames                | 17 de novembro de 2018  | Staples Center                                     | Los Angeles, California      | Pete Dunne, Ricochet e War Raiders (Hanson e Rowe) vs. The Undisputed Era (Adam Cole, Bobby Fish, Kyle O'Reilly e Roderick Strong) em uma luta WarGames                                                 | [ 78 ]               |
| Phoenix                 | 26 de janeiro de 2019   | Talking Stick Resort Arena                         | Phoenix, Arizona             | Tommaso Ciampa (c) vs. Aleister Black pelo Campeonato do NXT | [ 79 ] [ 80 ]        |
| New York                | 5 de abril de 2019      | Barclays Center                                    | Brooklyn, New York           | Johnny Gargano vs. Adam Cole em uma luta two-out-of-three falls pelo vago Campeonato do NXT | [ 81 ] [ 82 ] [ 83 ] |
| XXV                     | 1º de junho de 2019     | Webster Bank Arena                                 | Bridgeport, Connecticut      | Johnny Gargano (c) vs. Adam Cole pelo Campeonato do NXT | [ 84 ] [ 85 ]        |
| Toronto                 | 10 de agosto de 2019    | Scotiabank Arena                                   | Toronto, Ontario, Canada     | Adam Cole (c) vs. Johnny Gargano em uma luta two-out-of-three falls pelo Campeonato do NXT | [ 86 ] [ 87 ]        |
| WarGames                | 23 de novembro de 2019  | Allstate Arena                                     | Rosemont, Illinois           | Tommaso Ciampa, Keith Lee, Dominik Dijakovic e Kevin Owens vs. The Undisputed Era (Adam Cole, Bobby Fish, Kyle O'Reilly e Roderick Strong) em uma luta WarGames                                         | [ 88 ] [ 89 ]        |
| Portland                | 16 de fevereiro de 2020 | Moda Center                                        | Portland, Oregon             | Adam Cole (c) vs. Tommaso Ciampa pelo Campeonato do NXT | [ 90 ]               |
| In Your House           | 7 de junho de 2020      | Full Sail University                               | Winter Park, Florida         | Charlotte Flair (c) vs. Rhea Ripley vs. Io Shirai pelo Campeonato Feminino do NXT | [ 91 ]               |
| XXX                     | 22 de agosto de 2020    | Full Sail University                               | Winter Park, Florida         | Keith Lee (c) vs. Karrion Kross pelo Campeonato do NXT | [ 92 ] [ 93 ]        |
| 31                      | 4 de outubro de 2020    | Capitol Wrestling Center no WWE Performance Center | Orlando, Florida             | Finn Bálor (c) vs. Kyle O'Reilly pelo Campeonato do NXT | [ 94 ] [ 95 ]        |
| WarGames                | 6 de dezembro de 2020   | Capitol Wrestling Center no WWE Performance Center | Orlando, Florida             | The Undisputed Era (Adam Cole, Kyle O'Reilly, Roderick Strong e Bobby Fish) vs. Team McAfee (Pat McAfee, Pete Dunne, Danny Burch e Oney Lorcan) em uma luta WarGames                                    | [ 95 ]               |
| Vengeance Day           | 14 de fevereiro de 2021 | Capitol Wrestling Center no WWE Performance Center | Orlando, Florida             | Finn Bálor (c) vs. Pete Dunne pelo Campeonato do NXT | [ 94 ] [ 96 ]        |
| Stand & Deliver         | 7 de abril de 2021      | Capitol Wrestling Center no WWE Performance Center | Orlando, Florida             | Io Shirai (c) vs. Raquel González pelo Campeonato Feminino do NXT | [ 97 ] [ 98 ] [ 99 ] |
| Stand & Deliver         | 8 de abril de 2021      | Capitol Wrestling Center no WWE Performance Center | Orlando, Florida             | Adam Cole vs. Kyle O'Reilly em uma luta unsanctioned | [ 97 ] [ 98 ] [ 99 ] |
| In Your House           | 13 de junho de 2021     | Capitol Wrestling Center no WWE Performance Center | Orlando, Florida             | Karrion Kross (c) vs. Adam Cole vs. Kyle O'Reilly vs. Johnny Gargano vs. Pete Dunne pelo Campeonato do NXT                                                                                              | [ 100 ]              |
| 36                      | 22 de agosto de 2021    | Capitol Wrestling Center no WWE Performance Center | Orlando, Florida             | Karrion Kross (c) vs. Samoa Joe pelo Campeonato do NXT | [ 101 ] [ 102 ]      |
| WarGames                | 5 de dezembro de 2021   | WWE Performance Center                             | Orlando, Florida             | Team 2.0 (Bron Breakker, Grayson Waller, Tony D'Angelo e Carmelo Hayes) vs. Team Black & Gold (Johnny Gargano, L. A. Knight, Pete Dunne e Tommaso Ciampa) em uma luta WarGames                          | [ 103 ]              |
| Stand & Deliver         | 2 de abril de 2022      | American Airlines Center                           | Dallas, Texas                | Dolph Ziggler (c) vs. Bron Breakker pelo Campeonato do NXT |                      |
| In Your House           | 4 de junho de 2022      | WWE Performance Center                             | Orlando, Florida             | Bron Breakker (c) vs. Joe Gacy pelo Campeonato do NXT |                      |
| Worlds Collide          | 4 de setembro de 2022   | WWE Performance Center                             | Orlando, Flórida             | Bron Breakker (c) vs. Tyler Bate (c) para unificar o Campeonato do NXT e o Campeonato do Reino Unido do NXT                                                                                             |                      |
| Halloween Havoc         | 22 de outubro de 2022   | WWE Performance Center                             | Orlando, Flórida             | Bron Breakker (c) vs. Ilja Dragunov vs. JD McDonagh pelo Campeonato do NXT |                      |
| Deadline                | 10 de dezembro de 2022  | WWE Performance Center                             | Orlando, Flórida             | Bron Breakker (c) vs. Apollo Crews pelo Campeonato do NXT | [ 104 ]              |
| Vengeance Day           | 4 de fevereiro de 2023  | Spectrum Center                                    | Charlotte, Carolina do Norte | Bron Breakker (c) vs. Grayson Waller em uma luta em uma jaula de aço pelo Campeonato do NXT | [ 105 ]              |
| Stand & Deliver         | 1 de abril de 2023      | Crypto.com Arena                                   | Los Angeles, Califórnia      | Bron Breakker (c) vs. Carmelo Hayes pelo Campeonato do NXT | [ 106 ]              |
| Battleground            | 28 de maio de 2023      | Tsongas Center                                     | Lowell, Massachusetts        | Carmelo Hayes (c) vs. Bron Breakker pelo Campeonato do NXT | [ 107 ]              |
| The Great American Bash | 30 de julho de 2023     | H-E-B Center at Cedar Park                         | Cedar Park, Texas            | Carmelo Hayes (c) vs. Ilja Dragunov pelo Campeonato do NXT |                      |
| No Mercy                | 30 de setembro de 2023  | Mechanics Bank Arena                               | Bakersfield, Califórnia      | Becky Lynch (c) vs. Tiffany Stratton in an luta Extreme Rules pelo Campeonato Feminino do NXT |                      |
| Deadline                | 9 de dezembro de 2023   | Total Mortgage Arena                               | Bridgeport, Connecticut      | Ilja Dragunov (c) vs. Baron Corbin pelo Campeonato do NXT |                      |
| Vengeance Day           | 4 de fevereiro de 2024  | F&M Bank Arena                                     | Clarksville, Tennessee       | Ilja Dragunov (c) vs. Trick Williams for the NXT Championship |                      |
| Stand & Deliver         | 6 de abril de 2024      | Wells Fargo Center                                 | Filadélfia, Pensilvânia      | Trick Williams vs. Carmelo Hayes |                      |
| Battleground            | 9 de junho de 2024      | UFC Apex                                           | Enterprise, Nevada           | Trick Williams (c) vs. Ethan Page pelo Campeonato do NXT |                      |
| Heatwave                | 7 de julho de 2024      | Scotiabank Arena                                   | Toronto, Ontário, Canadá     | Trick Williams (c) vs. Je'Von Evans vs. Ethan Page vs. Shawn Spears em uma luta Fatal four-way pelo Campeonato do NXT                                                                                   |                      |
| No Mercy                | 1 de setembro de 2024   | Ball Arena                                         | Denver, Colorado             | Ethan Page (c) vs. Joe Hendry pelo Campeonato do NXT com Trick Williams como árbitro especial convidado                                                                                                 |                      |
| Halloween Havoc         | 27 de outubro de 2024   | Giant Center                                       | Hershey, Pensilvânia         | Trick Williams (c) vs. Ethan Page em uma Spin the Wheel, Make the Deal: luta Devil's Playground pelo Campeonato do NXT                                                                                  |                      |
| Deadline                | 7 de dezembro de 2024   | Minneapolis Armory                                 | Minneapolis, Minnesota       | Sol Ruca vs. Stephanie Vaquer vs. Zaria vs. Giulia vs. Wren Sinclair no Iron Survivor Challenge feminino para determinar a desafiante número um pelo Campeonato Feminino do NXT no NXT: New Year's Evil |                      |
| Vengeance Day           | 15 de fevereiro de 2025 | CareFirst Arena                                    | Washington, D.C.             | Giulia (c) vs. Bayley vs. Roxanne Perez vs. Cora Jade em uma luta Fatal four-way pelo Campeonato Feminino do NXT                                                                                        |                      |
| Stand & Deliver         | 19 de abril de 2025     | T-Mobile Arena                                     | Paradise, Nevada             | Oba Femi (c) vs. Trick Williams vs. Je'Von Evans em uma luta triple threat pelo Campeonato do NXT |                      |
| Battleground            | 25 de maio de 2025      | Yuengling Center                                   | Tampa, Flórida               | Joe Hendry (c) vs. Trick Williams pelo Campeonato Mundial da TNA |                      |
| Worlds Collide          | 7 de junho de 2025      | Kia Forum                                          | Inglewood, Califórnia        | El Hijo del Vikingo (c) vs. Chad Gable pelo Mega Campeonato da AAA |                      |
| The Great American Bash | 12 de julho de 2025     | Center Stage                                       | Atlanta, Geórgia             | |                      |